# تشو (ممثل ياباني)
تشو (チョー) (اسمه الحقيقي شيغيرو ناغاشيما (長島茂 ناغاشيما شيغيرو)) هو ممثل ياباني ولد في 15 ديسمبر 1957 في كونوسو، سايتاما.
عمل سابقاً تحت الاسم المستعار يويتشي ناغاشيما (長島雄一 ناغاشيما يويتشي).

## أدواره في الأنمي

### مسلسلات أنمي تلفزيونية
- ون بيس - بروك، بارباروسا، غينزو، ريوما
- إينوياشا - جاكين
- إينوياشا: الجزء الأخير - جاكين
- ياشاهيمي، أميرة أنصاف الشياطين - جاكين
- شيغوروي - الراوي
- نيغيما!؟ - يامادا-سان
- غريت تيتشر أونيزوكا - هيروشي أوتشيامادا
- كاشرن سينز - أوجي، بولتون
- بليتش - ماكيزو أراماكي
- جنود السايبورغ - رقم 7
- ذا سول تيكر - الفضائي الغامض
- إيداتين جمب - لبيب
- كليمور - إرميتا
- ساندز أوف ديستراكشن - مالك المسكن
- سباق التحدي - سوبر أرو
- باندورا هارتس - الدوق روفوس بارما
- التنين الأزرق - نهران
- هيرومان - أستاذ دنتون
- رايف ماستر - الحداد موزيكا
- أراكاوا أندر ذا بريدج - تيروماسا تاكاي
- أراكاوا أندر ذا بريدج x بريدج - تيروماسا تاكاي
- إيوريكا سفن - ووز
- شعلة ريكا - كاشامارو
- كيكايشي - يوكيوكوساي
- باكومان - فوميو ماشيرو
- حفيد نوراريهيون - سوديموغي-ساما
- غوسيك - حارس المقبرة
- تايغر آند باني - ماسيني
- البدلة المتنقلة جاندام إيج - يارك دولي/غيلا زوي
- غينتاما - مدير النادي الليلي
- لوغ هورايزون - إيتشيمونجينوسكي أكانيا
- ماغي: The Kingdom of Magic - ماتال موغاميت
- ماغي: مغامرات سندباد - ماتال موغاميت
- سأتحول إلى فتاة تسريحة الذيلين! - سباروغيلدي
- معرض الفن المزيف - موريهيتو تشينين
- إخوة الفضاء - والد أسرة نانبا
- مغامرة جوجو الغريبة: ستارداست كروسيدرز - السيناتور ويلسون فيليبس
- معركة الأبراج - هيتسوجي
- بازيليسك: لفائف نينجا أوكا - الراوي
- بلاك كلوفر - غيفسو
- غيت: قوات الدفاع الذاتي تقاتل في أرض غريبة - كاتو
- حياتي العادية - الناظر شينونومي
- أكوداما درايف - القرش
- غانسلينغر غيرل - ماريو بوشي
- غانسلينغر غيرل IL TEATRINO - ماريو بوشي
- البركة لهذا العالم الرائع! - الأستاذ
- فريق الإطفاء الناري - سويتشيرو آغ
- فريق الإطفاء الناري: الجزء الثاني - سويتشيرو آغ
- هاي سكور غيرل - جيا
- هاي سكور غيرل II - جيا
- الخطايا السبع المميتة - غولغيوس
- الخطايا السبع المميتة: إعادة إحياء الوصايا - غولغيوس
- غيت: قوات الدفاع الذاتي تقاتل في أرض أخرى - كاتو إل آلتيستان
- ريرايديد: ديريدا القافز عبر الزمن - كلاوس باردن

### أنمي الإنترنت
- كينغان أشورا - كازوؤو ياماشيتا
- مونستر سترايك - كوكما

### أوفا أنمي
- البدلة المتنقلة جاندام يونيكورن - غيلبوا سانت

### أفلام أنمي
- إينوياشا: مشاعر تتخطى الزمان - جاكين
- إينوياشا: قلعة الخيال في المرآة - جاكين
- إينوياشا: سيف الحكم المطلق - جاكين
- إينوياشا: جزيرة هوراي القرمزية - جاكين
- إيوريكا سفن: جيب مليء بأقواس قزح - ووز
- ون بيس فيلم: سترونغ وورلد - بروك
- ون بيس 3D: مطاردة قبعة القش - بروك
- ون بيس فيلم Z - بروك
- ون بيس فيلم غولد - بروك
- ون بيس ستامبيد - بروك
- إخوة الفضاء #0 - والد أسرة نانبا
- باتمان النينجا - بنغوين
- البركة لهذا العالم الرائع!: الأسطورة القرمزية - الأستاذ

## أدواره في ألعاب الفيديو
- ون بيس: بايريت واريورز - بروك
- ون بيس: بايريت واريورز 2 - بروك
- ون بيس: بيرنينغ بلاد - بروك
- ون بيس: وورلد سيكر - بروك
- سونيك أنليشد - الأستاذ بيكل
- تيلز أوف فيسبيريا - هانكس

## أدواره في الدبلجة اليابانية
- سلسلة أفلام سيد الخواتم
  - سيد الخواتم: رفقة الخاتم - غولوم
  - سيد الخواتم: البرجان - غولوم
  - سيد الخواتم: عودة الملك - غولوم/سميجل
- الهوبيت: رحلة غير متوقعة - غولوم
- ترانسفورمرز أنيميتد - بليتزوينغ
- نهوض كوكب القردة - سيزر
- سبيس جام - إلمر فاد
- عرض لوني تونز - إلمر فاد, بارنيارد دوغ

## وصلات خارجية
- تشو على موقع IMDb (الإنجليزية)
- تشو على موقع ميوزك برينز (الإنجليزية)
- تشو على موقع قاعدة بيانات الفيلم (الإنجليزية)
- تشو على موقع ANN person (الإنجليزية)